# Folsomides deflexus
Folsomides deflexus är en urinsektsart som beskrevs av Schött 1927. Folsomides deflexus ingår i släktet Folsomides och familjen Isotomidae. Inga underarter finns listade i Catalogue of Life.